# Alfred Newman
Alfred Newman (New Haven, Connecticut; 17 de marzo de 1901-Los Ángeles, California; 17 de febrero de 1970) fue un compositor estadounidense de música de cine y uno de los más importantes de la historia de este arte en Estados Unidos, además de ser el autor de la característica sintonía de la 20th Century Fox.
Consiguió durante su carrera 45 candidaturas a los Premios Óscar (viéndose superado posteriormente por John Williams), de las cuales obtuvo el premio en nueve ocasiones; en 1940 fue nominado por cuatro filmes al mismo premio. Su colaboración tanto con John Ford como con otros directores fue muy fructífera.
Fue el mayor de diez hijos. Comenzó a estudiar piano a la edad de cinco años. Ayudó a complementar los ingresos de su familia tocando en teatros y restaurantes. En su familia existen también otros compositores de música de cine; es hermano de Lionel Newman y Emil Newman, padre de Thomas Newman, David Newman y Maria Newman, y tío de Randy Newman y Joey Newman.

## Filmografía
- 1931 - La calle
- 1931 - Arrowsmith
- 1932 - Lluvia
- 1934 - El pan nuestro de cada día
- 1933 - Fanfarria de la 20th Century Fox
- 1934 - La garra del gato
- 1935 - Tiempos modernos (solo director musical)
- 1936 - Una tarde de lluvia
- 1936 - Mi adorable enemiga
- 1937 - Calle sin salida (solo director musical)
- 1937 - El prisionero de Zenda (nominado al Óscar)
- 1937 - Huracán sobre la isla (nominado al Óscar)
- 1938 - Alexander's Ragtime Band (Óscar a la mejor Banda sonora)
- 1938 - Suez
- 1938 - Así nace fantasía (nominado al Óscar)
- 1938 - El vaquero y la dama (nominado al Óscar)
- 1939 - Beau Geste
- 1939 - Gunga Din
- 1939 - Rapsodia de juventud (nominado al Óscar)
- 1939 - Esmeralda la zíngara (nominado al Óscar)
- 1939 - Vinieron las lluvias (nominado al Óscar)
- 1939 - Cumbres borrascosas (nominado al Óscar)
- 1939 - El joven Lincoln
- 1939 - Corazones indomables
- 1940 - El signo del Zorro (nominado al Óscar)
- 1940 - El renegado
- 1940 - Enviado especial
- 1940 - The Grapes of Wrath
- 1940 - El despertar de una ciudad
- 1940 - Tin Pan Alley (Óscar a la mejor Banda sonora)
- 1941 - Bola de fuego (nominado al Óscar)
- 1941 - ¡Qué verde era mi valle! (nominado al Óscar)
- 1941 - Un americano en la RAF
- 1941 - Sangre y arena
- 1942 - Mi chica favorita (nominado al Óscar)
- 1942 - El cisne negro (nominado al Óscar)
- 1942 - El hijo de la furia
- 1942 - Sé fiel a ti mismo
- 1942 - Ten Gentlemen from West Point
- 1943 - La canción de Bernadette (Óscar a la mejor Música de film dramático)
- 1943 - Coney Island (nominado al Óscar)
- 1943 - El diablo dijo no
- 1944 - Laura (solo Director musical y de orquesta)
- 1944 - Wilson (nominado al Óscar)
- 1944 - Irish eyes are smiling (nominado al Óscar)
- 1945 - Las llaves del reino (nominado al Óscar)
- 1945 - Que el cielo la juzgue
- 1945 - State Fair (con Charles Henderson) (nominados al Óscar)
- 1946 - El filo de la navaja
- 1946 - El castillo de Dragonwyck
- 1946 - Centennial summer (nominado al Óscar)
- 1947 - El mundo de George Apley
- 1947 - La barrera invisible
- 1947 - El capitán de Castilla (nominado al Óscar)
- 1947 - Mother Wore Tights (Siempre en tus brazos) (Óscar a la mejor Música de filme musical)
- 1947 - Nido de víboras (nominado al Óscar)
- 1948 - El telón de acero
- 1948 - When my baby smiles at me (nominado al Óscar)
- 1949 - El demonio del mar
- 1949 - The Dolly Sisters
- 1949 - Hablan las campanas
- 1949 - Carta a tres esposas
- 1950 - Pánico en las calles
- 1950 - Eva al desnudo (nominado al Óscar)
- 1950 - El pistolero
- 1951 - David and Bathsheba (nominado al Óscar)
- 1951 - En la Costa Azul (nominado al Óscar)
- 1952 - With a song in my heart (Óscar a la mejor Música de filme musical)
- 1952 - El precio de la gloria
- 1953 - Llámame señora (Óscar a la mejor Música de film musical)
- 1953 - Esta noche cantamos
- 1953 - La túnica sagrada
- 1953 - Cómo casarse con un millonario
- 1954 - Sinuhé, el egipcio (Con Bernard Herrmann)
- 1954 - Luces de candilejas (solo Supervisión musical junto a Lionel Newman) (nominado al Óscar)
- 1954 - El diablo de las aguas turbias
- 1955 - La tentación vive arriba
- 1955 - La colina del adiós (Óscar a la mejor Música de film dramático)
- 1955 - Papá piernas largas (nominado al Óscar)
- 1956 - Anastasia (solo adaptación musical junto a Ken Darby) (nominado al Óscar)
- 1956 - El rey y yo (Con Ken Darby) (Óscar a la mejor Música de film musical)
- 1958 - South Pacific (solo adaptación musical junto a Ken Darby) (nominados al Óscar)
- 1959 - El diario de Ana Frank (nominado al Óscar)
- 1959 - Mujeres frente al amor
- 1961 - Prometidas sin novio (solo adaptación musical junto a Ken Darby) (nominado al Óscar)
- 1963 - La conquista del Oeste (Con Ken Darby) (nominado al Óscar)
- 1965 - The Greatest Story Ever Told (nominado al Óscar)
- 1966 - Nevada Smith
- 1967 - Camelot (solo adaptación musical junto a Ken Darby) (Óscar a la mejor adaptación musical)
- 1968 - Los malvados de Firecreek
- 1970 - Aeropuerto (nominado al Óscar)

## Premios y distinciones
Premios Óscar
| Año  | Categoría                                              | Película                                                                                                   | Resultado |
| ---- | ------------------------------------------------------ | --- | --------- |
| 1939 | Mejor banda sonora original                            | El vaquero y la dama (The Cowboy and the Lady)                                                             | Nominado  |
| 1939 | Mejor orquestación                                     | Al compás de mis recuerdos / La banda de Alexander (Alexander's Ragtime Band)                              | Ganador   |
| 1939 | Mejor orquestación                                     | Así nace una fantasía / Las Follies de Goldwyn (The Goldwyn Follies)                                       | Nominado  |
| 1940 | Mejor banda sonora original                            | Llegaron las lluvias / Vinieron las lluvias (The Rains Came)                                               | Nominado  |
| 1940 | Mejor banda sonora original                            | Cumbres Borrascosas (Wuthering Heights)                                                                    | Nominado  |
| 1940 | Mejor orquestación                                     | Esmeralda, la zíngara (The Hunchback of Notre Dame)                                                        | Nominado  |
| 1940 | Mejor orquestación                                     | Rapsodia de juventud (They Shall Have Music)                                                               | Nominado  |
| 1941 | Mejor banda sonora original                            | El signo del Zorro (The Mark of Zorro)                                                                     | Nominado  |
| 1941 | Mejor orquestación                                     | Dímelo cantando (Tin Pan Alley)                                                                            | Ganador   |
| 1942 | Mejor banda sonora de una película dramática o comedia | Bola de fuego (Ball of Fire)                                                                               | Nominado  |
| 1942 | Mejor banda sonora de una película dramática o comedia | ¡Qué verde era mi valle! (How Green Was My Valley)                                                         | Nominado  |
| 1943 | Mejor banda sonora de una película dramática o comedia | El cinse negro (The Black Swan)                                                                            | Nominado  |
| 1943 | Mejor orquestación de una película musical             | Mi chica favorita (My Gal Sal)                                                                             | Nominado  |
| 1944 | Mejor banda sonora de una película dramática o comedia | La canción de Bernadette (The Song of Bernadette)                                                          | Ganador   |
| 1944 | Mejor orquestación de una película musical             | La feria del amor (Coney Island)                                                                           | Nominado  |
| 1945 | Mejor banda sonora de una película dramática o comedia | Wilson | Nominado  |
| 1945 | Mejor orquestación de una película musical             | Ojos pícaros / Tus ojos sonríen (Irish Eyes Are Smiling)                                                   | Nominado  |
| 1946 | Mejor banda sonora de una película dramática o comedia | Las llaves del Reino (The Keys of the Kingdom)                                                             | Nominado  |
| 1946 | Mejor orquestación de una película musical             | La feria del estado / La feria de la vida (State Fair)                                                     | Nominado  |
| 1947 | Mejor banda sonora de una película dramática o comedia | Sucedió en verano / Una viuda de París / Una viudita de París (Centennial Summer)                          | Nominado  |
| 1948 | Mejor banda sonora de una película dramática o comedia | El capitán de Castilla (Captain from Castile)                                                              | Nominado  |
| 1948 | Mejor orquestación de una película musical             | Siempre en tus brazos / Y los años pasaron (Mother Wore Tights)                                            | Ganador   |
| 1949 | Mejor banda sonora de una película dramática o comedia | Nido de víboras (The Snake Pit)                                                                            | Nominado  |
| 1949 | Mejor orquestación de una película musical             | Cuando mi amor me sonríe / Cuando sonríe el amor (When My Baby Smiles at Me)                               | Nominado  |
| 1950 | Mejor canción original                                 | «Through a Long and Sleepless Night» de Hablan las campanas (Come to the Stable)                           | Nominado  |
| 1951 | Mejor banda sonora de una película dramática o comedia | Eva al desnudo / Hablemos de Eva / La malvada (All About Eve)                                              | Nominado  |
| 1952 | Mejor banda sonora de una película dramática o comedia | David y Betsabé (David and Bathsheba)                                                                      | Nominado  |
| 1952 | Mejor orquestación de una película musical             | En la Costa Azul / Escándalo en la Costa Azul (On the Riviera)                                             | Nominado  |
| 1953 | Mejor orquestación de una película musical             | Con una canción en mi corazón (With a Song in My Heart)                                                    | Ganador   |
| 1954 | Mejor orquestación de una película musical             | La embajadora / Llámeme señora (Call Me Madam)                                                             | Ganador   |
| 1955 | Mejor orquestación de una película musical             | Luces de candilejas (There's No Business Like Show Business)                                               | Nominado  |
| 1956 | Mejor banda sonora de una película dramática o comedia | Angustia de un querer / La colina del adiós (Love Is a Many-Splendored Thing)                              | Ganador   |
| 1956 | Mejor orquestación de una película musical             | Papá piernas largas (Daddy Long Legs)                                                                      | Nominado  |
| 1957 | Mejor banda sonora de una película dramática o comedia | Anastasia                                                                                                  | Nominado  |
| 1957 | Mejor orquestación de una película musical             | El rey y yo (The King and I)                                                                               | Ganador   |
| 1959 | Mejor orquestación de una película musical             | Al sur del Pacífico (South Pacific)                                                                        | Nominado  |
| 1960 | Mejor banda sonora de una película dramática o comedia | El diario de Ana Frank (The Diary of Anne Frank)                                                           | Nominado  |
| 1960 | Mejor canción original                                 | «The Best of Everything» de Las audaces / Mujeres frente al amor (The Best of Everything)                  | Nominado  |
| 1962 | Mejor orquestación de una película musical             | Prometidas sin novio (Flower Drum Song)                                                                    | Nominado  |
| 1964 | Mejor banda sonora original                            | La conquista del Oeste (How the West Was Won)                                                              | Nominado  |
| 1966 | Mejor banda sonora original                            | La historia más grande jamás contada / La más grande historia jamás contada (The Greatest Story Ever Told) | Nominado  |
| 1968 | Mejor orquestación de una película musical             | Camelot | Ganador   |
| 1971 | Mejor banda sonora original                            | Aeropuerto (Airport)                                                                                       | Nominado  |